# Ceratinella alaskae
Ceratinella alaskae – gatunek pająka z rodziny osnuwikowatych.

## Opis
Samiec długości 1,86 mm. Karapaks ciemnobrązowy, prawie tak szeroki jak długi. Nogogłaszczki i odnóża pomarańczowo-brązowe. Samiec posiada duży grzbietowy skleryt na odwłoku. Odwłok ciemnoszary, grzbietowy jego skleryt ciemnobrązowy, a brzuszny rudobrązowy. Kądziołki przędne jasnobrązowe. Sternum duże, tak szerokie jak długie.

## Występowanie
Gatunek występuje na Alasce, w Kanadzie, Rosji i Stanach Zjednoczonych.